# Jules Caffot
Jules Caffot (* 22. September 1865 in Porrentruy, Schweiz; † 30. August 1942 in Mantes-la-Jolie, Frankreich) war ein französischer Organist und Komponist.
Caffot studierte ab 1883 an der École Niedermeyer. Von 1889 bis zu seinem Tod 1942 war er Organist an der Kirche Collégiale Notre Dame in Mantes. Er komponierte u. a. eine Messe und die Oper Vercingétorix. Sein Sohn Sylvère Caffot wurde unter dem Namen René Sylviano als Filmmusikkomponist bekannt.